# جغجغه

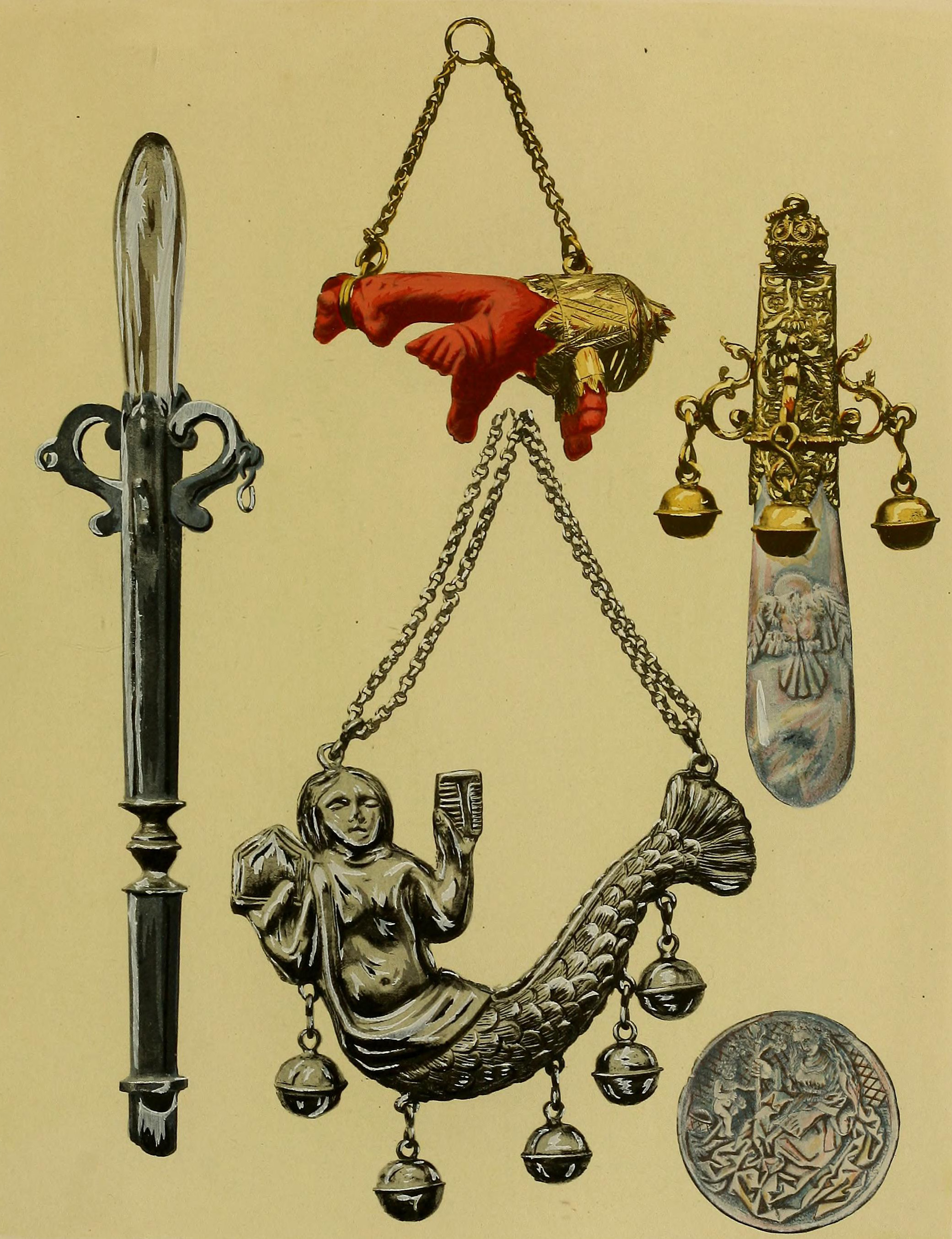
جغجغه‌های اسباب‌بازی قرن شانزدهم و هفدهم میلادی

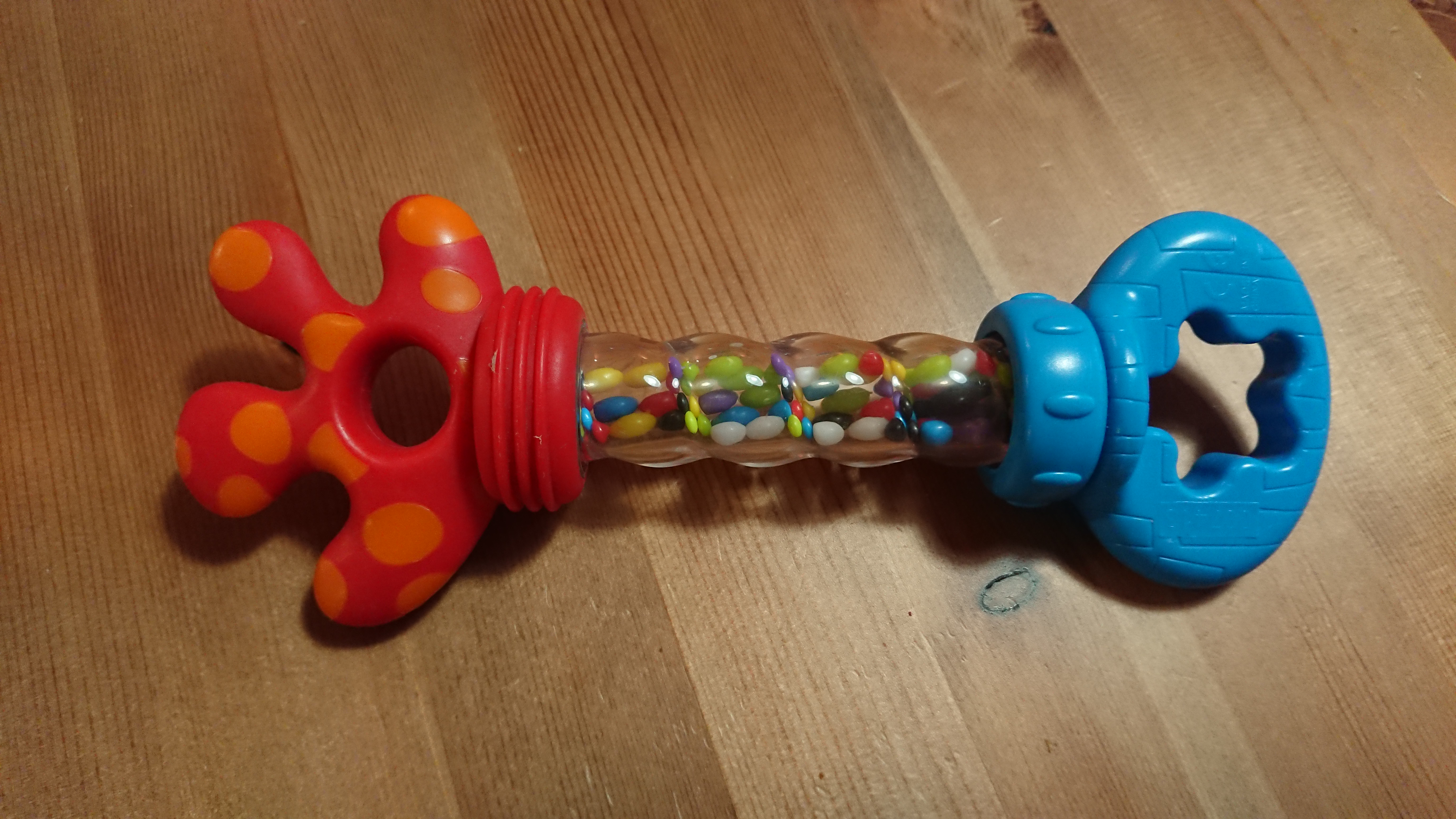
اسباب‌بازی جغجغه‌ای پلاستیکی امروزی

جـِغجـِغه (به انگلیسی: Baby Rattle) جغجغۀ کودک جغجغه‌ای است که به طور خاص برای سرگرمی نوزاد تولید می‌شود. جغجغه‌ها از زمان‌های قدیم برای این منظور مورد استفاده قرار می‌گرفته‌اند و کارشناسان رشد کودک معتقدند که این جغجغه‌ها با تحریک حواس به بهبود هماهنگی چشم نوزاد کمک می‌کنند.
به طور عمومی، جغجغه به وسایلی گفته می‌شوند که با تکان دادن آن اجزای آن با همدیگر برخورد می‌کنند و نوعی صدای تق‌تق ایجاد می‌کنند.
در مهندسی مکانیک چرخ‌های دندانه‌داری که به خاطر ضامن‌دار بودن صدایی مانند صدای جغجغه تولید می‌کنند چرخ جغجغه گفته می‌شود.
در میان قبیله‌های سرخ‌پوستان آمریکا سازی جغجغه‌ مانند به نام ساز جغجغه در مراسمی برای دعای باران استفاده می‌شده‌ است.
نام جغجغه یک نام‌آوا است.
جـِغجغه : اسباب‌بازی کودکان = (جِ جِ غِ) (اِ.) نوعی اسباب‌بازی کودکان شبیه قوطی که موقع تکان‌دادن صدا از آن برآید. (از فرهنگ‌نامۀ معین)